# أغنيتا أندرسون
أغنيتا أندرسون (بالسويدية: Agneta Andersson) هي لاعبة أولمبية لرياضة كانو-كاياك من السويد. شاركت في الأولمبياد الصيفي في 1984–1996، وفازت بما مجموعه 7 ميداليات.

## الميداليات
| ذهب | فضة | برونز | المجموع |
| 3   | 2   | 2     | 7       |

## روابط خارجية
- أغنيتا أندرسون على موقع أوليمبيديا (الإنجليزية)
- أغنيتا أندرسون على موقع اللجنة الأولمبية السويدية (السويدية)